# Rosebud (Dakota Południowa)
Rosebud – jednostka osadnicza w Stanach Zjednoczonych, w stanie Dakota Południowa, w hrabstwie Todd.